# David Marcus
David Marcus (Cork, 1924 - ?, 9 mei  2009) was een Iers-Joods uitgever en romanschrijver.
Marcus was uitgever van talloze bloemlezingen van Ierse fictie en poëzie, zoals de Phoenix Irish Short Stories collections. Hij was ook de initiatiefnemer van  New Irish Writing, waar Ierse auteurs als Dermot Bolger, Ita Daly, Anne Enright, Neil Jordan, Claire Keegan, John McGahern, Bernard MacLaverty, Eilis ni Dhuibhne, Joseph O'Connor, Colm Tóibín en William Wall hun debuut maakten.
In zijn roman uit 1986, A Land Not Theirs,  beschrijft hij de ervaringen van de Joodse gemeenschap  van Cork tijdens de Ierse Onafhankelijkheidsoorlog. Het boek werd een bestseller. In 2001 publiceerde Marcus  Oughtobiography - Leaves from the diary of a hyphenated Jew, een autobiografisch relaas van zijn leven als Ierse Jood en als deelnemer aan het Ierse literaire leven.